# Дондик Оксана Іванівна
Оксана Іванівна Дондик (нар. 4 грудня 1978, Іваново, Росія) — українська вокалістка і диригентка, заслужена артистка України (2012), лавреатка та дипломантка всеукраїнських та міжнародних вокальних конкурсів, зокрема «IV Міжнародного конкурсу оперних співаків імені Соломії Крушельницької» (2009 р.), Міжнародного конкурсу «Мистецтво XXI-го сторіччя» (2009 р.).
Здобула освіту у Черкаському музичному училищі (1994–1998), Київському університеті культури і мистецтв (1998–2003; клас Н. Кречко) та асистентурі-стажуванні при Київській консерваторії (2003–2008) в класі професорів Г. С. Сухорукової та Д. Г. Петриненко.
З 2000 працює у хорі «Хрещатик», з 2010 року — хормейстеркою. Паралельно веде концертну діяльність як солістка. Брала участь у концертах та фестивалях, таких як «КиївМузикФест», «Прем'єри сезону», де виконала велику кількість творів сучасних українських композиторів. З 2012 року викладає в Київському університеті культури і мистецтв.
У 2014 році з її ініціативи та під її орудою в Києві вперше була поставлена опера Г. Перселла «Дідона і Еней» в українському перекладі.
Того ж року створила на базі учнів молодших класів школи мистецтв у місті Українка дитячий хор «Веселий акцент», який у 2016 році здобув І премію ІІІ Міжнародного вокально-хорового конкурсу — фестивалю «Viktoria».
У 2017 та 2019 роках брала участь в роботі журі всеукраїнського конкурсу вокалістів «Світова класика українською»

### Наукові праці
- Дондик О. Особливості сучасних хорових аранжувань класичних творів на прикладі репертуару хору «Хрещатик» // Проблеми взаємодії мистецтва, педагогіки та теорії і практики освіти. // зб. Наукових праць Харківського державного університету мистецтв імені Івана Котляревського. — Харків. — 2018. — Вип. 48. — С. 70—82.
- Дондик О. І. Трансформація аудіовізуальних параметрів сценічного простору в мистецькій діяльності Академічного камерного хору «Хрещатик» / О. І. Дондик // Мистецтвознавчі записки. — 2017. — Вип. 32. — С. 344—354.